# Daniel Quinteros Rojas
Daniel Esteban Quinteros Rojas es un sociólogo y político chileno. Entre marzo de 2022 y noviembre de 2024 se desempeñó como Delegado Presidencial Regional de la Región de Tarapacá, bajo el gobierno del presidente Gabriel Boric.

## Biografía
Oriundo de Iquique, casado y padre de 3. Es sociólogo, egresado de la Universidad Diego Portales, y Máster de Investigación en Criminología de la Universidad de Manchester del Reino Unido.
Hasta su nombramiento como Delegado Presidencial se desempeñaba como docente e investigador del Núcleo de Estudios Criminológicos de la Frontera de la Universidad Arturo Prat, donde realiza investigación en temas como la medición de la dimensión subjetiva de la criminalidad y los conflictos interétnicos a nivel barrial.
Tiene experticia en consultoría en organismos internacionales como UNICEF y nacionales como la Subsecretaría de Prevención del Delito y el Poder Judicial.

## Carrera política
Políticamente independiente. El 28 de febrero de 2022 fue anunciado por el entonces presidente electo, Gabriel Boric, como Delegado Presidencial Regional de Tarapacá, asumiendo la función el 11 de marzo del mismo año.  
Presentó su renuncia al cargo el 15 de noviembre de 2024, siendo sucedido por la socialista Ivonne Donoso